# Tęcza Polesia
Międzynarodowy Festiwal Kultury Polskiej „Tęcza Polesia” – cykliczny artystyczno-kulturalny polski festiwal organizowany przez Żytomierski Obwodowy Związek Polaków na Ukrainie. Inicjatorami imprezy byli w 1992 roku prezes Związku Polaków na Ukrainie Stanisław Szałacki oraz Walenty Grabowski. Obecnie festiwal jest częścią Dni Kultury Polskiej w Żytomierzu, służąc promocji polskiej kultury i integracji polskiej społeczności.